# 企業女子壘球聯賽
企業女子壘球聯賽（英語：Taiwan Professional Women's Softball League，TPWSL）是台灣一個女子壘球聯賽，由福添福嘉南鷹、凱撒勇士、台中企聯虎、兆基穿山甲、新世紀黃蜂等五支球隊組成，取代全國女子壘球超級聯賽成為台灣女子壘球最高層級賽事，現由中華民國壘球協會成立管理。

## 簡介
2014年仁川亞運女壘隊奪銀，2016年女壘WBSC世界排名台灣排名第五，女壘在2020有機會重返奧運，成為國內少數有機會在國際賽會中奪牌的賽事，在中華民國壘球協會理事長陳任邦與中華奧會主席林鴻道積極奔走和尋找企業投入下，成功推出本項賽事。
第一屆賽事，分為上下半季，上半季6月18日到8月21日（7月世錦賽停賽），下半季從9月17日到10月23日，前2名將於11月5、6日進行3戰2勝總冠軍戰。該年整季賽事由緯來體育台現場直播或D-Live。開幕戰於2016年6月18日於臺北青年公園由凱撒勇士出戰南投鷹。賽事的另一個比賽場地為台中市金龍棒球場。本項賽事也設立年度MVP、勝投王、打擊王、全壘打王、打點王、盜壘王、新人王、最佳9人等個人獎項。第二屆加入新世紀黃蜂使參賽隊伍增加至五隊，開幕戰將於5月27日在臺北青年公園展開，該年整季賽事由FOX體育台轉播。

### 2019年
本賽季由新力旺國際控股集團冠名贊助，年度的主題為女力爆發，葳格豹由新力旺國際控股集團接手贊助更名為新力旺旺獅，由前凱撒勇士隊教練韓幸霖擔任總教練的中華青女隊也加入聯賽，整季共有90場賽事於每周六、日於台北市青年公園棒球場、台中萬壽球場及高雄市立德棒球場舉行，週六賽事由FOX體育轉播，週日賽事由粉絲團轉播。

### 2020年
本賽季再度由新力旺國際控股集團冠名贊助，年度的主題為NICE PLAY!，中華青女隊今年度沒有組隊參賽，所以球季由5支球隊打8個循環，每周六日在台北市青年公園棒球場、台中萬壽棒球場和高雄鳳新壘球場舉行，因為青年公園棒球場整修至9月，因此上半季賽事都在台中與高雄舉行，整季賽事由FOX體育台轉播。賽制改為上下半季總冠軍制，依全年度勝率排名決定挑戰賽球隊。

## 參賽隊伍沿革
| 球季   | 球隊沿革     | 球隊沿革     | 球隊沿革       | 球隊沿革     | 球隊沿革   | 球隊沿革 | 球隊沿革 |
| ------ | ------------ | ------------ | -------------- | ------------ | ---------- | -------- | -------- |
| 2016年 | 南投鷹       | 凱撒勇士     | 葳格豹         | 北市大熊讚   | --         | --       |          |
| 2017年 | 福添福嘉南鷹 | 凱撒勇士     | 葳格豹         | 台產鬥犬     | 新世紀黃蜂 | --       |          |
| 2018年 | 福添福嘉南鷹 | 凱撒勇士     | 葳格豹         | 台產鬥犬     | 新世紀黃蜂 | --       |          |
| 2019年 | 福添福嘉南鷹 | 凱撒勇士     | 新力旺旺獅     | 台產鬥犬     | 新世紀黃蜂 | 中華青女 |          |
| 2020年 | 福添福嘉南鷹 | 凱撒勇士     | 新力旺旺獅     | 台北台產     | 新世紀黃蜂 | -        |          |
| 2021年 | 福添福嘉南鷹 | 新北凱撒勇士 | 台中企聯虎     | 台北台產     | 新世紀黃蜂 | -        |          |
| 2022年 | 福添福嘉南鷹 | 新北凱撒勇士 | 台中兆基穿山甲 | 臺北臺產熊讚 | 新世紀黃蜂 | -        |          |
| 2023年 | 福添福嘉南鷹 | 新北凱撒勇士 | 台中兆基穿山甲 | 臺北臺產熊讚 | 新世紀黃蜂 | -        |          |
| 2024年 | 福添福嘉南鷹 | 新北凱撒勇士 | 台中兆基穿山甲 | 臺北臺產熊讚 | 新世紀黃蜂 | 中華U18  |          |
| 2025年 | 福添福嘉南鷹 | 新北凱撒勇士 | 台中兆基穿山甲 | 臺北臺產熊讚 | 新世紀黃蜂 | 中華U18  |          |

## 歷屆成績
| 球季   | 冠軍           | 亞軍         | 季軍         | 殿軍           | 第五名         | 第六名   |
| ------ | -------------- | ------------ | ------------ | -------------- | -------------- | -------- |
| 2016年 | 南投鷹         | 凱撒勇士     | 葳格豹       | 北市大熊讚     |                |          |
| 2017年 | 福添福嘉南鷹   | 凱撒勇士     | 台產鬥犬     | 新世紀黃蜂     | 葳格豹         |          |
| 2018年 | 凱撒勇士       | 福添福嘉南鷹 | 新世紀黃蜂   | 台產鬥犬       | 葳格豹         |          |
| 2019年 | 新世紀黃蜂     | 新力旺旺獅   | 台產鬥犬     | 凱撒勇士       | 福添福嘉南鷹   | 中華青女 |
| 2020年 | 福添福嘉南鷹   | 新世紀黃蜂   | 新力旺旺獅   | 台北臺產       | 凱撒勇士       |          |
| 2021年 | 福添福嘉南鷹   | 新世紀黃蜂   | 新北凱撒勇士 | 台中企聯虎     | 台北臺產       |          |
| 2022年 | 福添福嘉南鷹   | 新世紀黃蜂   | 新北凱撒勇士 | 台中兆基穿山甲 | 臺北臺產熊讚   |          |
| 2023年 | 新世紀黃蜂     | 福添福嘉南鷹 | 新北凱撒勇士 | 臺北臺產熊讚   | 台中兆基穿山甲 |          |
| 2024年 | 台中兆基穿山甲 | 新北凱撒勇士 | 新世紀黃蜂   | 福添福嘉南鷹   | 臺北臺產熊讚   | 中華U18  |

## 外部連結
- 官方網站（页面存档备份，存于）